# Адаптивне керування
Адаптивне керування — сукупність методів теорії керування, що дозволяють синтезувати системи керування, які мають можливість змінювати параметри регулятора або структуру регулятора залежно від зміни параметрів об'єкта керування або зовнішніх збурень, що діють на об'єкт керування. Подібні системи керування називаються адаптивними. Адаптивне керування широко використовується в теорії керування.